# Pedrinho (calciatore 1999)
Pedro Gabriel Pereira Lopes, meglio noto come Pedrinho (San Paolo, 10 novembre 1999), è un calciatore brasiliano, attaccante del Cuiabá in prestito dalla Lokomotiv Mosca.

## Caratteristiche tecniche
È un'ala sinistra.

## Carriera
Ha esordito in Série A l'11 agosto 2019 disputando con l'Athl. Paranaense l'incontro perso 2-1 contro il Botafogo. Nel 2022 si trasferisce alla Lokomotiv Mosca. Il 28 settembre 2022 mette a segno quattro reti in occasione della partita di Coppa di Russia vinta per 5-0 contro il Chimki.

## Palmarès

### Club

#### Competizioni statali
- Campionato Paranaense: 2

Athl. Paranaense: 2019, 2020

#### Competizioni internazionali
- J.League Cup / Copa Sudamericana Championship: 1

Athl. Paranaense: 2019

#### Competizioni nazionali
- Coppa del Brasile: 1

Athl. Paranaense: 2019
- Campeonato Brasileiro Série B: 1

Santos: 2024